# Stumbras Kaunas
Stumbras Kaunas je hokejový klub z Kaunasu, který hraje Litevskou hokejovou ligu. Klub byl založen roku 2003. Jejich domovským stadionem je Ledos Arena.